# Šárka Pančochová
Šárka Pančochová, née le 1er novembre 1990 à Uherské Hradiště, est une snowboardeuse tchèque spécialisée dans les épreuves de half pipe et de slopestyle.
Au cours de sa carrière, elle a participé à deux éditions des Jeux olympiques d'hiver en 2010 et 2014. Elle a également participé à trois Championnats du monde et a pris la médaille d'argent en 2011 à La Molina, enfin en Coupe du monde elle est montée sur quatre podiums avec trois victoires, le 7 janvier 2010 à Kreischberg en half-pipe, le 22 décembre 2013 à Copper Mountain en slopestyle et le 6 mars 2014 à Kreischberg en slopestyle.

## Palmarès

### Jeux olympiques
| Édition/Discipline   | Half pipe | Slopestyle                       |
| JO de Vancouver 2010 | 14e       | Épreuve inexistante à cette date |
| JO de Sotchi 2014    | 16e       | 5e                               |

### Championnats du monde
| Édition/Discipline | Half pipe | Slopestyle |
| Mondiaux 2009      | 9e        | -          |
| Mondiaux 2011      | 17e       | 2e         |
| Mondiaux 2013      | 11e       | 14e        |

### Coupe du monde
- 1 gros globe de cristal :
  - Vainqueur du classement freestyle en 2014.
- 1 petit globe de cristal :
  - Vainqueur du classement slopestyle en 2014.
- 6 podiums dont 3 victoires.